# A Mít
A Mít (sinh 27 tháng 7 năm 1997) là một cầu thủ bóng đá người Việt Nam (dân tộc Bana) chơi ở vị trí tiền vệ cho câu lạc bộ Đông Á Thanh Hóa.

## Sự nghiệp

### Hai lần lỡ duyên với HAGL
Sinh ra ở miền quê nghèo Vinh Quang (Kon Tum), tuổi thơ với A Mít là những ngày gắn chặt với núi rừng, đồng ruộng. Gia đình khó khăn, lại còn có 8 con nên từ nhỏ, A Mít phải phụ giúp gia đình. Lên lớp 3, anh đã theo dấu chân của cha mẹ vào rừng làm mì. Mỗi lần đi phải ở lại vài ngày. Về lại nhà cũng phải lo ruộng nương. Cuộc sống khốn khó cứ thế bám riết lấy chàng trai này. Thế nhưng, dù phải gồng gánh trên vai gánh nặng mưu sinh nhưng Mít cũng như bao đứa trẻ trong làng khác, vẫn là những đứa con nít và thèm khát những trò chơi của tuổi thơ.Thế là, cứ chiều chiều, tụi con nít trong xóm rủ nhau ra bãi đất trống, quần thảo với bóng banh tới khi mặt trời tắt nắng mới chịu về.
"Với chúng tôi, bóng nhựa đã là may mắn lắm rồi. Khi bị xì thì nhứt rơm rạ vào đá. Thế nhưng, đó là niềm vui vô bờ bến với những đứa trẻ ở miền quê nghèo".
Cũng từ đó, năng khiếu của A Mít dần lộ rõ. Anh thường được chọn vào đội bóng của trường tham dự các giải đấu. Đến năm lớp 5, A Mít cùng trường tiểu học Vinh Quang 3 xuất sắc đạt giải nhất cấp tỉnh. Sau đó, chàng trai người Ba Na được các thầy trong trường Năng khiếu Kon Tum tuyển chọn.
Rời thành phố Kon Tum để viết giấc mơ bóng đá cùng HAGL Arsenal – JMG, A Mít đã ở rất gần cơ hội được là đồng đội của Văn Toàn, Văn Thanh, Văn Sơn, Thanh Hậu...ở lứa tiếp theo của học viện danh giá này, nhưng đúng là A Mít không sinh ra để thi đấu cho đội bóng phố Núi.
Ở ngay ngày chung kết của quá trình tuyển chọn, A Mít bị ốm nặng và không thể tham gia thi tài cũng các bạn đồng trang lứa, sau đó anh chỉ còn lựa chọn duy nhất là chuyển xuống tập luyện ở lớp năng khiếu, khi đó đã có Triệu Việt Hưng và hơn tuổi một chút là người đồng hương A Hoàng.
Trớ trêu thay, A Mít cũng không thể trụ lại lớp năng khiếu và đành trở về buôn làng trong sự đùm bọc của đồng bào Ba Na.

### "Phóng" lên V.League
A Mít quay trở lại với ghế nhà trường. Ấy thế nhưng, vẫn mỗi buổi chiều, chàng trai này đều đặn đá 2-3 tiếng trên sân phủi. Ròng rã như thế suốt 2 năm trời, Mít gần như không bỏ một ngày đá bóng với ước mong sẽ đậu Đại học Thể dục thể thao. Đã định thần và xác định con đường đi mới cho mình nhưng bước ngoặt trong đời lại xảy đến. Năm 2014, khi giải U17 quốc gia được tổ chức tại Huế, đương kim vô địch SHB Đà Nẵng thiếu người và phải tuyển quân khắp nơi.
"Tôi có quen đứa bạn ở Cà Mau hồi trước từng tập ở Năng khiếu HAGL kêu về Đà Nẵng xin thử việc xem sao bởi ở đó đang thiếu người. Mới đầu tôi nhất quyết không ra vì đang đi học. Nhưng được thuyết phục nếu được thì ở lại còn không thì về nên tôi đã suy nghĩ lại", A Mít chia sẻ.
Lúc này, SHB Đà Nẵng ra "mệnh lệnh" trong vòng 2 ngày tới phải ra. "Lúc đó ba mẹ chưa biết, sáng mai tôi mới nói cho ba mẹ biết rồi tối ba mua vé, bắt xe ra Đà Nẵng một mình. Trong tiềm thức thì tôi xem đây chỉ là một cuộc dạo chơi", tiền vệ sinh năm 1997 này kể lại.
Thế là vừa ra tới nơi là A Mít cắp ba lô xỏ giày vào sân tập luyện. Tập được mấy ngày xong thi đấu đội hình, rồi được HLV bố trí đá tiền đạo. Trong lần đầu tiên đó, cậu ghi bàn và được "chấm" ngay tức thì. Một bản hợp đồng đào tạo trẻ được chìa ra mà ngỡ như giấc mơ. Chưa dừng lại ở đó, sự nghiệp của chàng trai Bana này lên như diều gặp gió.
Một năm sau, anh được gọi lên đội U19 và năm sau đó, dù mới chỉ 16 tuổi nhưng A Mít đã được gọi vào U21 SHB Đà Nẵng. Sau vòng chung kết năm đó, A Mít là cầu thủ trẻ duy nhất được đôn lên đội 1 Đà Nẵng tại mùa giải 2016. Ở mùa giải đầu tiên chơi bóng tại giải vô địch quốc gia, A Mít được huấn luyện viên Lê Huỳnh Đức cho ra sân đến 12 trận. Nhưng số phận lại một lần nữa thử thách A Mít, ngay khi đang tập luyện trước trận đấu gặp Quảng Nam tại vòng 23 V.League 2017, A Mít đứt dây chằng trong một tình huống cố dứt điểm và nó khiến anh thậm chí còn biến mất gần như hết luôn cả mùa giải 2018.

### Thanh Hóa
Từ giữa mùa giải 2022, A Mít quyết định xin ra đi để gia nhập bến đỗ mới. Địa điểm được chàng trai người Ba Na lựa chọn là Thanh Hóa.
"Tôi luôn trân trọng những gì CLB Đà Nẵng đã giành cho tôi trong thời gian khoác áo đội bóng. Nhưng cầu thủ thì cần được thi đấu. Khi nhận được cuộc gọi từ CLB Thanh Hóa, tôi đã rất vui và không đưa ra yêu cầu nào. Tôi sẵn sàng chiến đấu với những gì mình có cho đội bóng mới, đội bóng đã trao cho tôi cơ hội” - A Mít chia sẻ.
Trải qua mùa giải 2023 cực kỳ thành công với danh hiệu Cúp QG và Siêu cúp QG, giờ đây sự nghiệp của chàng trai đến từ Kon Tum đang vô cùng rộng mở. Hi vọng với những gì đã thể hiện, trong một ngày không xa A Mít sẽ góp mặt trên đội tuyển Việt Nam để làm tươi mới đội hình của HLV Troussier.
Ở mùa giải 2023/24 A Mít tiếp tục thi đấu ấn tượng ở vai trò tiền vệ cánh phải, và là 1 nhân tố không thể thiếu trong sơ đồ của chiến lược gia người Bulgaria.

## Thống kê sự nghiệp
Tính đến ngày 28 tháng 10 năm 2023
| Câu lạc bộ              | Mùa giải       | Giải vô địch   | Giải vô địch | Giải vô địch | Cúp Quốc gia | Cúp Quốc gia | Châu Á | Châu Á | Khác | Khác | Tổng cộng | Tổng cộng |
| Câu lạc bộ              | Mùa giải       | Hạng           | Trận         | Bàn          | Trận         | Bàn          | Trận   | Bàn    | Trận | Bàn  | Trận      | Bàn       |
| ----------------------- | -------------- | -------------- | ------------ | ------------ | ------------ | ------------ | ------ | ------ | ---- | ---- | --------- | --------- |
| SHB Đà Nẵng             | 2016           | V.League 1     | 12           | 0            | 0            | 0            | —      | —      | —    | —    | 12        | 0         |
| SHB Đà Nẵng             | 2017           | V.League 1     | 17           | 1            | 6            | 1            | —      | —      | —    | —    | 23        | 2         |
| SHB Đà Nẵng             | 2018           | V.League 1     | 3            | 0            | 0            | 0            | —      | —      | —    | —    | 3         | 0         |
| SHB Đà Nẵng             | 2019           | V.League 1     | 16           | 0            | 1            | 0            | —      | —      | —    | —    | 17        | 0         |
| SHB Đà Nẵng             | 2020           | V.League 1     | 8            | 2            | 1            | 0            | —      | —      | —    | —    | 9         | 2         |
| SHB Đà Nẵng             | 2021           | V.League 1     | —            | —            | —            | —            | —      | —      | —    | —    | 0         | 0         |
| SHB Đà Nẵng             | 2022           | V.League 1     | 1            | 0            | —            | —            | —      | —      | —    | —    | 1         | 0         |
| SHB Đà Nẵng             | Tổng cộng      | Tổng cộng      | 56           | 3            | 8            | 1            | 0      | 0      | 0    | 0    | 64        | 4         |
| Hải Phòng (mượn)        | 2021           | V.League 1     | —            | —            | —            | —            | —      | —      | —    | —    | 0         | 0         |
| Đông Á Thanh Hóa (mượn) | 2022           | V.League 1     | 13           | 1            | 2            | 0            | —      | —      | —    | —    | 15        | 1         |
| Đông Á Thanh Hóa        | 2023           | V. League 1    | 18           | 1            | 4            | 0            | —      | —      | —    | —    | 22        | 1         |
| Đông Á Thanh Hóa        | 2023-24        | V. League 1    | 2            | 1            | 0            | 0            | —      | —      | 1    | 0    | 3         | 1         |
| Đông Á Thanh Hóa        | Tổng cộng      | Tổng cộng      | 33           | 3            | 6            | 0            | 0      | 0      | 1    | 0    | 40        | 3         |
| Tổng sự nghiệp          | Tổng sự nghiệp | Tổng sự nghiệp | 89           | 6            | 14           | 1            | 0      | 0      | 1    | 0    | 104       | 7         |

## Danh hiệu
Thanh Hoá
- Cúp quốc gia:  2023,  2022
- Siêu cúp quốc gia:  2023